# Viktor Legat
Viktor Legat (23. dubna 1905 Praha – ?) byl český a československý sportovní plavec a pólista, účastník olympijských her 1924.
Byl odchovancem pražského plaveckého klubu ČPK Praha. Závodnímu plavání se věnoval od roku 1921. Specializoval se na plavecký styl znak. V roce 1924 startoval na olympijských hrách v Paříži, kde na 100 m znak a 100 m volný způsob nepostoupil v obou případech z rozplaveb. Se štafetou na 4×200 m postoupil na čas ze třetího místa v rozplavbách do semifinále, do kterého však československá štafeta nenastoupila. V roce 1926 přestoupil z ČPK do konkurenčního klubu AC Sparta Praha, za kterou hrál v závěru sportovní kariéry vodní pólo. Sportovní kariéru ukončil v roce 1933. Odešel pracovně na Podkarkatskou Rus do Užhorodu. V roce 1939 se oženil v Kněžicích[nepřesný odkaz] s Růženou Novotnou.